# Nene Hatun
Nene Hatun (ur. 1857 w Erzurum, zm. 22 maja 1955 tamże) – turecka bohaterka narodowa, ochotniczka walcząca w obronie fortu Aziziye przeciwko wojskom rosyjskim w czasie wojny rosyjsko-tureckiej (1877–1878).

## Życiorys
Córka Hüseyina i Zelihy. Urodziła się na przedmieściach Erzurum, we wsi Aziziye, sąsiadującej z fortyfikacjami broniącymi miasta. W czasie ataku wojsk rosyjskich na fort Aziziye (7 listopada 1877) ciężko ranny został brat Nene, Hasan i wkrótce zmarł z powodu odniesionych ran. Dwa dni później fort został zajęty przez wojska rosyjskie. Kiedy wieści o zajęciu fortu przez wroga dotarły do domu, Nene złożyła przysięgę, że pomści śmierć brata. Zostawiła w domu dwoje małych dzieci i uzbrojona w karabin swojego brata oraz siekierę przyłączyła się do kontrataku tureckiego na utracony fort. Większość atakujących stanowili miejscowi chłopi, uzbrojeni w siekiery i narzędzia rolnicze. W ataku zginęło ponad tysiąc Turków, ale pozostali wdarli się do fortu, wyłamując metalowe drzwi. W walce wręcz zginęła większość załogi rosyjskiej. Na pobojowisku znaleziono ranną i nieprzytomną Nene Hatun, która trzymała w rękach zakrwawioną siekierę. Po wyleczeniu powróciła do rodzinnej wsi, gdzie mieszkała do końca swojego życia. W 1878 straciła męża, a jeden z jej synów zginął w czasie I wojny światowej.
Od lat 20. XX w. żyła w skrajnej nędzy, głównie dzięki wsparciu lokalnej społeczności. W 1952 została doceniona przez władze tureckie jako ostatnia żyjąca uczestniczka wojny z Rosją w latach 1877-1878. stając się gościem honorowym uroczystości odsłonięcia pomnika ku czci ofiar bitwy o Aziziye. Odwiedził ją wtedy gen. Nurettin Baransel, ówczesny dowódca 3 armii tureckiej, który nazwał ją "matką 3 armii". Od 1955 nosiła tytuł Matki Matek, dla uczczenia jej heroizmu w wojnie. Zmarła na zapalenie płuc i została pochowana na cmentarzu męczenników przy forcie, o który walczyła.

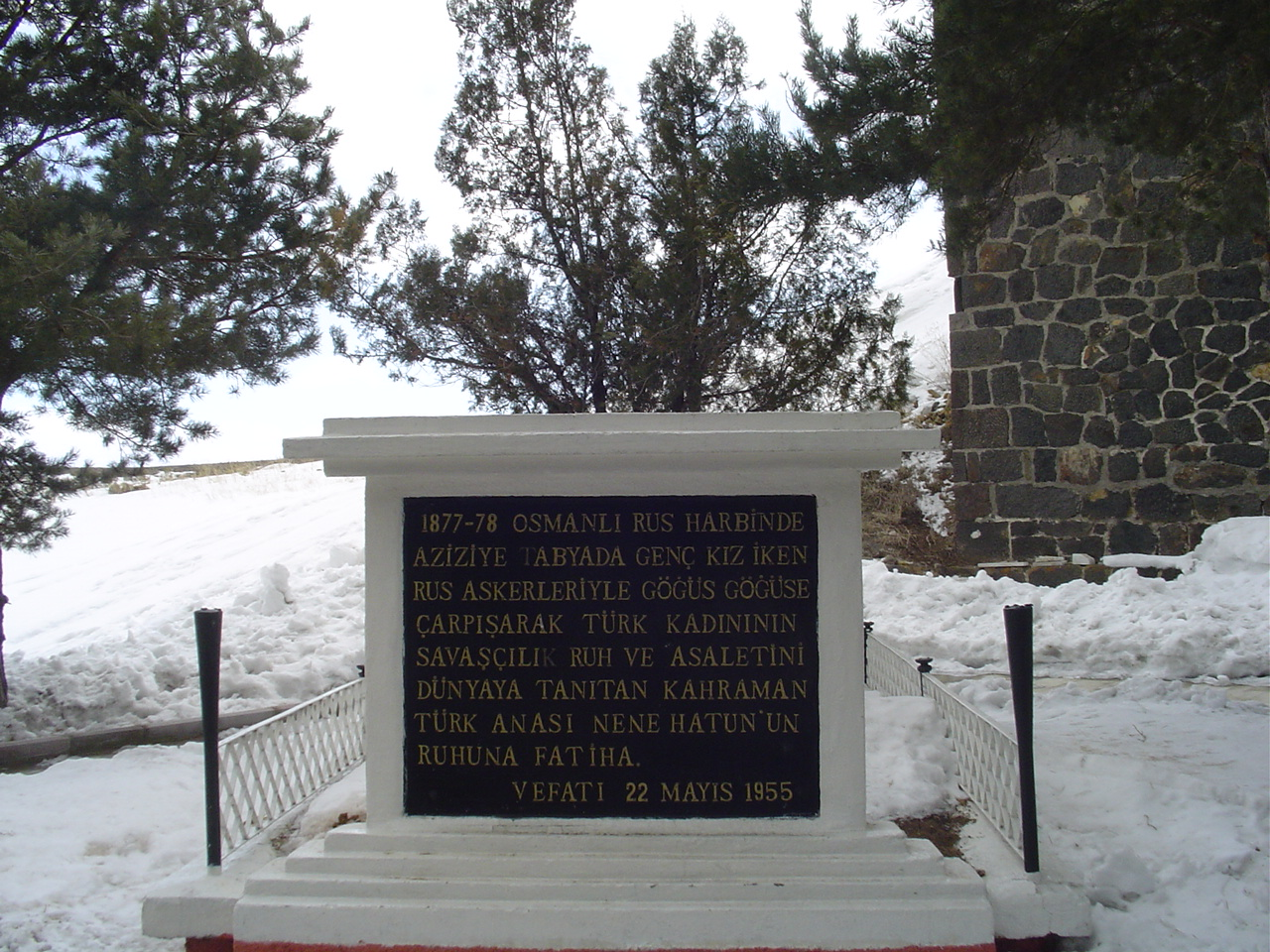
Grobowiec Nene Hatun w Erzurum

## Pamięć
W 1955 doczesne szczątki Nene Hatun spoczęły w okazałym grobowcu, opatrzonym inskrypcją przedstawiającą jej heroiczne czyny. W 1997 w Erzurum postawiono mierzący 2.5 m pomnik, przedstawiający postać kobiecą z karabinem w ręku, przepasaną pasem amunicyjnym. Druga wersja pomnika tureckiej bohaterki, odsłoniętego w 2000 przedstawia dwie postacie - mężczyznę i kobietę, przy czym kobieta niesie w ręku sztandar. Pomnik Nene Hatun odsłonięto także w Stambule. Jej postaci poświęcono dwa filmy fabularne. Pierwszy z nich – Gazi Kadın (Kobieta weteran) w reż. Osmana Sedena miał swoją premierę w 1973, a kolejny – Nene Hatun: Aziziye (reż. Avni Kütükoğlu) w 2010. Historię Nene Hatun przedstawiały także cztery filmy dokumentalne.